# 厄那瑞忒
在希腊神话中， 厄那瑞忒 (Enarete，古希腊语:  代表“美德“，或Aenarete）的父亲是Deimachus，配偶是埃俄罗斯。因此，厄那瑞忒也是Aeolians的祖先。  
厄那瑞忒和埃俄罗斯育有十二名孩子,分别是克瑞透斯, 西西弗斯, 阿塔玛斯, 萨尔摩纽斯, Deion, 马格尼斯, Perieres, 卡那刻, Alcyone, Peisidice, Calyce, and Perimede。 另外，相传Arne也是厄那瑞忒的孩子，因为Arne的父亲是埃俄罗斯。如果Arne父亲的妻子是厄那瑞忒，那么极可能Arne是他们俩的孩子。

如果Arne父亲，埃俄罗斯的妻子是厄那瑞忒，那么极有可能是同一个人。  